# دورن (هولندا)

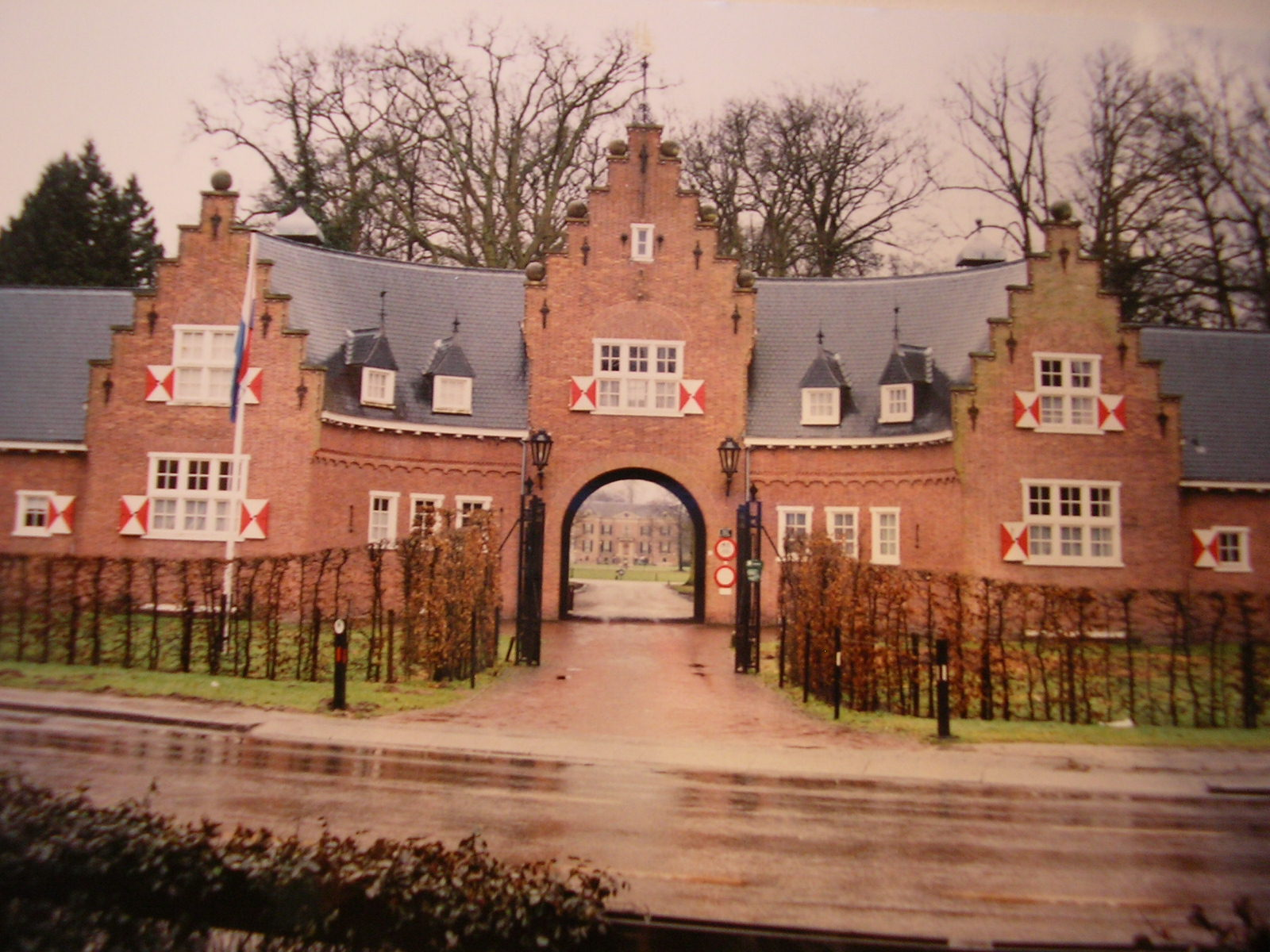
بيت الحراسة بقلعة دورن

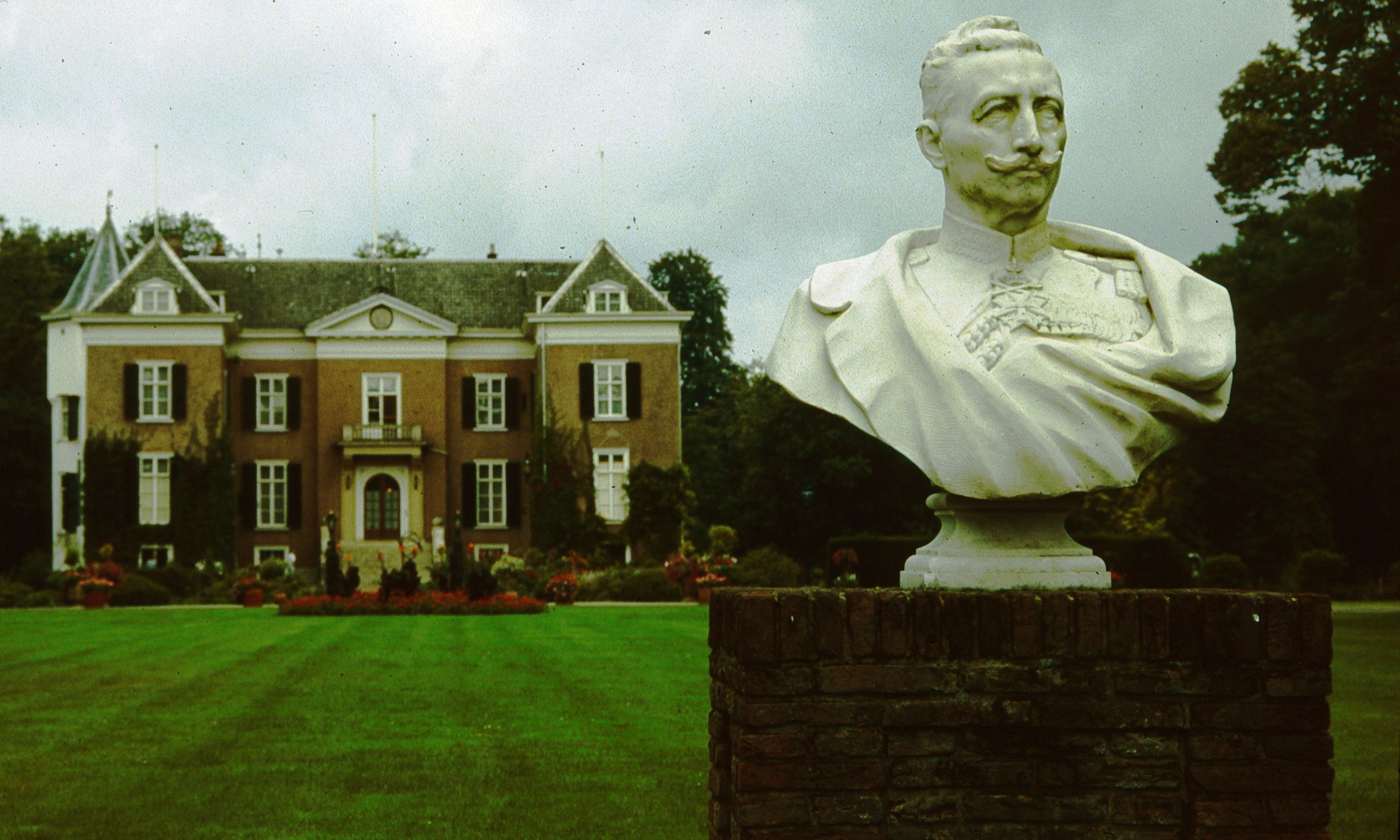
القيصر السابق عاش هنا قرابة 20 عاماً.

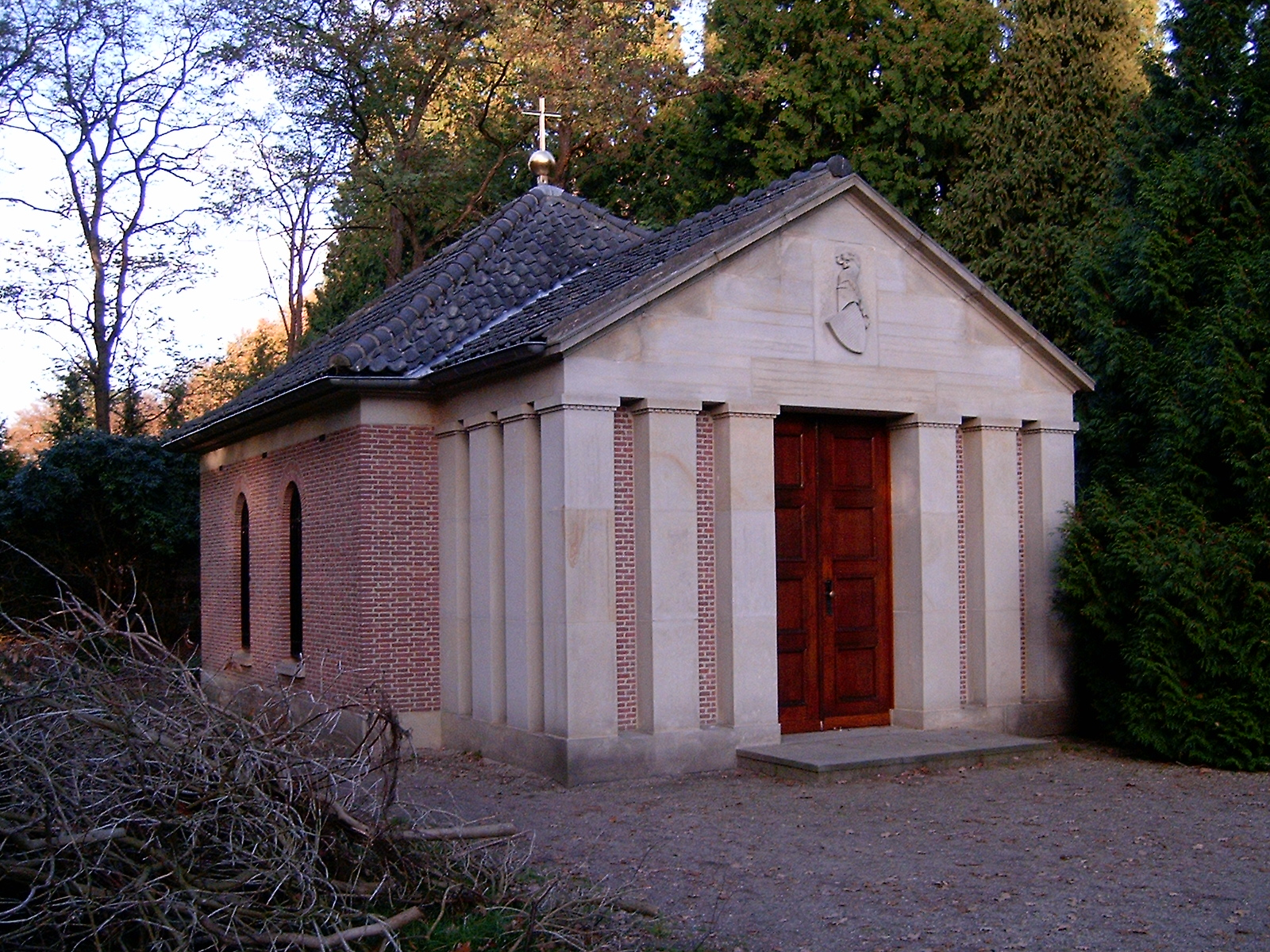
مقبرة فيلهلم الثاني في بيت دورن

دورن  هي بلدة في بلدية أوترختسه هوفلروخ بوسط هولندا، في مقاطعة أوترخت.